# Halichondriidae
Halichondriidae is een familie van sponsdieren uit de klasse van de Demospongiae (gewone sponzen).

## Kenmerken
Deze diepzeesponzen bezitten een skelet bestaande uit dichte bundels van fijne naaldjes, die samen een min of meer ronde tot ovale vorm vormen.

## Geslachten
- Amorphinopsis Carter, 1887
- Axinyssa Lendenfeld, 1897
- Ciocalapata de Laubenfels, 1936
- Ciocalypta Bowerbank, 1862
- Cryptax de Laubenfels, 1954
- Epipolasis de Laubenfels, 1936
- Halichondria Fleming, 1828
- Hymeniacidon Bowerbank, 1858
- Johannesia Gerasimova, Erpenbeck & Plotkin, 2008
- Laminospongia Pulitzer-Finali, 1983
- Sarcomella Schmidt, 1868
- Spongosorites Topsent, 1896
- Topsentia Berg, 1899
- Uritaia Burton, 1932
- Vosmaeria Fristedt, 1885